# Le Mystère de Dalarö
Le Mystère de Dalarö est une campagne de publicité effectuée par le constructeur automobile Volvo pour la sortie de son modèle de S40 en 2004.

## Descriptif
En 2004, Volvo lance son modèle S40 avec une campagne intégrant de la publicité sur le Web. Cette campagne est un exemple de campagne cross-média qui a utilisé les techniques de buzz tels que la bannière, la vidéo, les téléphones portables, la plate-forme internet ou le jeu par navigateur, et les techniques traditionnelles que sont la pub média, et les spots.
Elle reposait sur de fausses rumeurs ajoutées autour du mystère de Dalarö. Ces rumeurs ont été lancées sur la Toile et dans la presse classique, à l'aide de messages étranges reprenant tous les termes "32" et "Dalarö". Par exemple, « Dalarö, un petit village suédois, invente le 32 décembre » ou « 32 naissances mystérieuses à la maternité de Dalarö ».

## Résumé
Dans la petite ville de Dalarö, un concessionnaire Volvo a vendu 32 voitures dans la même journée… Il s'en est étonné puisque cela correspond au chiffre des ventes d'une année entière. Le journaliste Carlos Soto est parti enquêter sur le sujet, puis il a tout simplement disparu.
La campagne a été récompensée par le grand prix stratégies des médias en 2004.